# Aleiodes anatariatus
Aleiodes anatariatus – gatunek błonkówki z rodziny męczelkowatych.

## Taksonomia
Gatunek został opisany w roku 2007 przez Josepha C. Fortiera. Holotyp (samica) został odłowiony w pobliżu kamienia milowego nr. 54 drogi Atlin Road w Kolumbii Brytyjskiej i wyhodowany  z żywiciela (gąsienica miernikowca Itame anataria) 30 kwietnia 1959. Epitet gatunkowy nawiązuje do gatunku żywicielskiego holotypu.

## Zasięg występowania
Notowany w  Kanadyjskich stanach Alberta, Kolumbia Brytyjska i Jukon.

## Budowa ciała
Samica
Osiąga 4 - 5,3 mm długości i 3,2 - 3,9 rozpiętości przednich skrzydeł. Przyoczka małe, średnica bocznego przyoczka wynosi nieco ponad połowę jego odległość od oka. Pole malarne długie, jego długość jest większa niż półtorej szerokości podstawy żuwaczek i równa połowie średnicy oka. Wgłębienie gębowe małe, o średnicy mniej więcej równej szerokości podstawy żuchwy. Żeberko potyliczne kompletne. Twarz bruzdkowana w środku i skórzasta po bokach. Żeberko w pobliżu postawy żuwaczek. ciemię silnie bruzdkowane. Czułki złożone z 38 - 45 segmentów, o długości wyraźnie większej niż szerokości. Przedtułów żeberkowany bądź bruzdkowany z przodu boków (czasem też skórzasty) oraz grubo bruzdkowany i świecący z tyłu. tarcza śródplecza skórzasta z rzeźbionym paskiem pośrodku. Notaulix punktowane z przodu i bruzdkowane z tyłu. Zatarczka żeberkowana. Mezopleuron skórzasty w dolnej części i bruzdkowany w przedniej części, bruzda przedbiodrowa płytka, u połowy osobników żeberkowana. Pozatułów grubo bruzdkowany żeberko środkowe obecne na całej długości. Pierwszy tergit metasomy grubo bruzdkowany bądź siatkowany, drugi ostro bruzdkowany, trzeci podłużnie bruzdkowany, czwarty siatkowany, przykrywający pozostałe tergity. Biodra przedniej pary odnóży bruzdkowane i skórzaste od strony grzbietowej. Stopy bez grzebieniastej szczecinki u góry. W przednim skrzydle żyłka r ma długość 0,6 żyłki 3RSa i 0,85 do 1 długości żyłki m-cu, zaś żyłka 1cu-a ponad żyłką 1M  w odległości nieco mniejszej niż długość żyłki 1cu-a.Żyłka  1CUa ma długość 0,15 - 0,25 długości żyłki  1CUb. W tylnym skrzydle żyłka RS lekko falista, żyłka 1r-m ma 0,5 - 0,6 długości żyłki 1M, zaś 1M 0,6 - 0,7 długości żyłki M+CU. Żyłka m-cu obecna, pigmentowana bądź nie, o długości 0,5 - 0,8 żyłki r-m i przylegająca do niej.
Twarz czarna z wyjątkiem  żółto-pomarańczowych, rozciągających się wokół oczu brzegów (osobniki z Jukonu i Kolumbii Brytyjskiej miały mniej czarnego). Nadustek czarny bądź pomarańczowo-żółty. Dolna krawędź policzka czarna. czoło i ciemię czarne z wyjątkiem pomarańczowego obszaru wokół oczu. Potylica czarna do czerwonawo-brązowej. Biczyki czułków czarne. Przedtułów czarny bądź czarno-żółtopomarańczowy. Przedułów czarny, scutum czarne z żółtopomarańczową plamką, scutellum czarne, czasem z żółtym wierzchołkiem. Mezopleuron żółtopomarańczowy, czasem częściowo czarny, z czarnym spodem. Pozatułów czarny, metapleuron żółtopomarańczowy, czarny bądź dwukolorowy. Początek pierwszego tergitu metasomy z czarnym, półkolistym obszarem, reszta żółtopomarańczowa; drugi tergit cały żółtopomarańczowy; trzeci czarny, czasami z żółtopomarańczowym przodem; czwarty tergit cały czarny. Biodro, krętarz i stopa przedniej pary odnóży czarne, udo i goleń żółte. środkowe i tylne odnóża żółte z czarnymi stopami. Skrzydła szkliste, pterostygma i żyłki brązowe z wyjątkiem bezbarwnych żyłek (RS+M)b, 3RSb i 3M w przednim skrzydle, oraz RS w tylnym.
Samiec różni się od samicy czasem czarnymi tylnymi biodrami, czarną tarczą śródplecza, czarnym pierwszym i ciemnopomarańczowym z czarnymi refleksami drugim, tergitem metasomy oraz grudkowanymi tergitami pierwszym i trzecim.

## Biologia i ekologia
Znanymi żywicielami są ćmy Itame anataria i Semiothisa hebetata.